# North Sydney Council
Koordinaten: 33° 50′ S, 151° 12′ O

North Sydney Council ist ein lokales Verwaltungsgebiet (LGA) im australischen Bundesstaat New South Wales. North Sydney gehört zur Metropole Sydney, der Hauptstadt von New South Wales. Das Gebiet ist 10,49 km² groß und hat etwa 69.000 Einwohner.
North Sydney liegt an der Nordseite des Hafens von Sydney am Nordende der Harbour Bridge gegenüber dem Stadtzentrum Sydney City. Das Gebiet beinhaltet 14 Stadtteile: Cammeray, Cremorne, Cremorne Point, Crows Nest, Lavender Bay, McMahons Point, Milsons Point, North Sydney, Waverton, Wollstonecraft und Teile von Kirribilli, Kurraba Point, Neutral Bay und St Leonards. Der Verwaltungssitz des Councils befindet sich im Stadtteil North Sydney im Süden der LGA.

## Sehenswürdigkeiten
Sehenswert sind das Museum at Mary MacKillop Place, das Don Bank Museum, der Greenwood Plaza Shopping Complex, die North Sydney Railway Station, das North Sydney Oval, die Stanton Library und St Mary’s Cathedral. Im Stadtteil Kirribilli liegen das Kirribilli House, der Wohnsitz des australischen Premierministers, und das Admiralty House, der Wohnsitz der Generalgouverneure von Australien, sofern diese sich in Sydney aufhalten. Daneben befindet sich in Kirribilli auch der Sitz der Royal Sydney Yacht Squadron.

## Sport
Wichtige Sportvereine in North Sydney sind:
- North Sydney Bears (Rugby League)
- North Sydney Cricket Club
- Northern Suburbs Rugby Club
- UTS Northern Suburbs Athletic Club

Die Royal Sydney Yacht Squadron, ein  privater Yachtclub, ist hier beheimatet.

## Bildung
Bedeutende Bildungseinrichtungen in North Sydney sind die Demonstration School & St Mary’s, die North Sydney Boys High School, die North Sydney Girls High School, das Marist College North Shore, das Monte Sant' Angelo Mercy College, die Wenona School, die Sydney Church of England Grammar School, das St Aloysius' College und das Loreto Kirribilli.

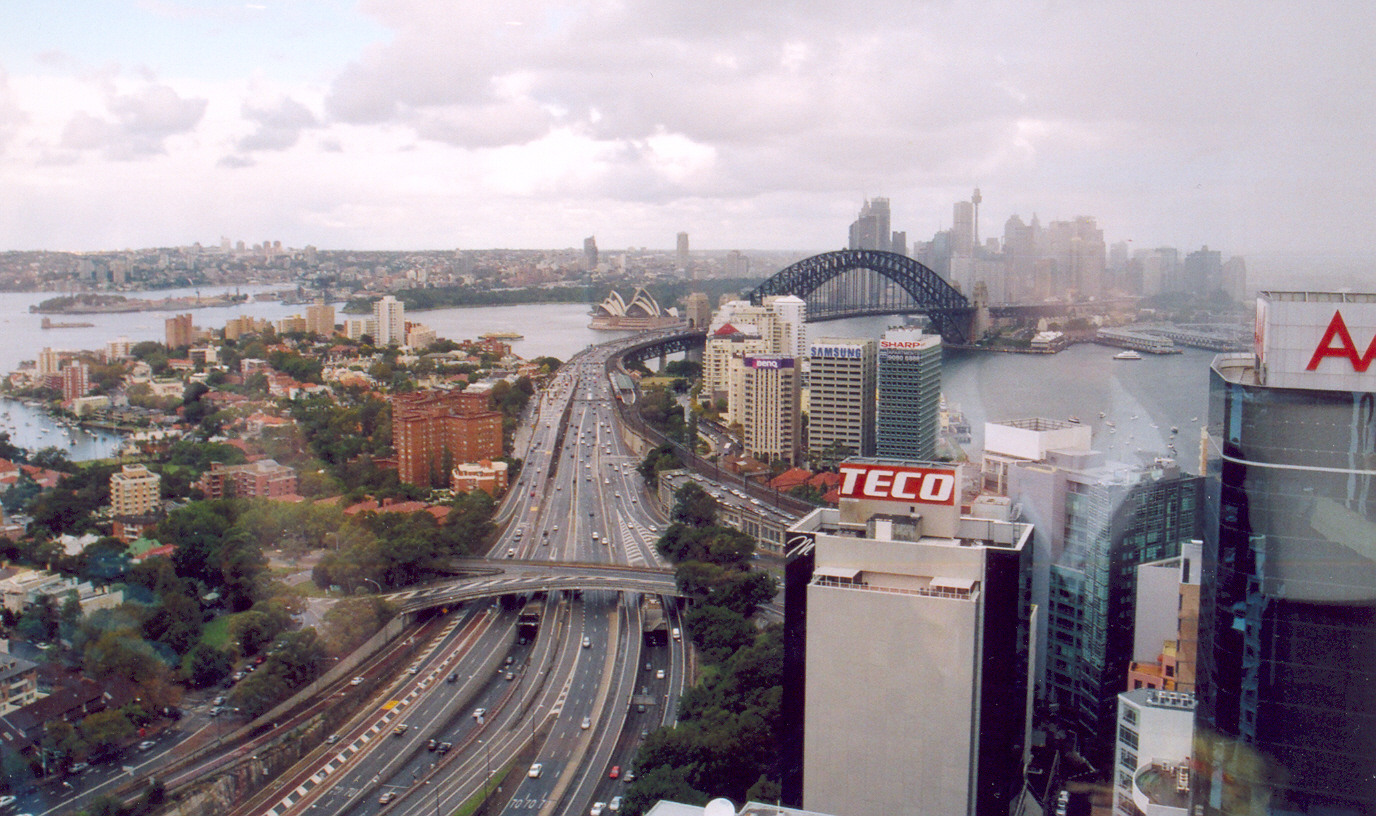
North Sydney
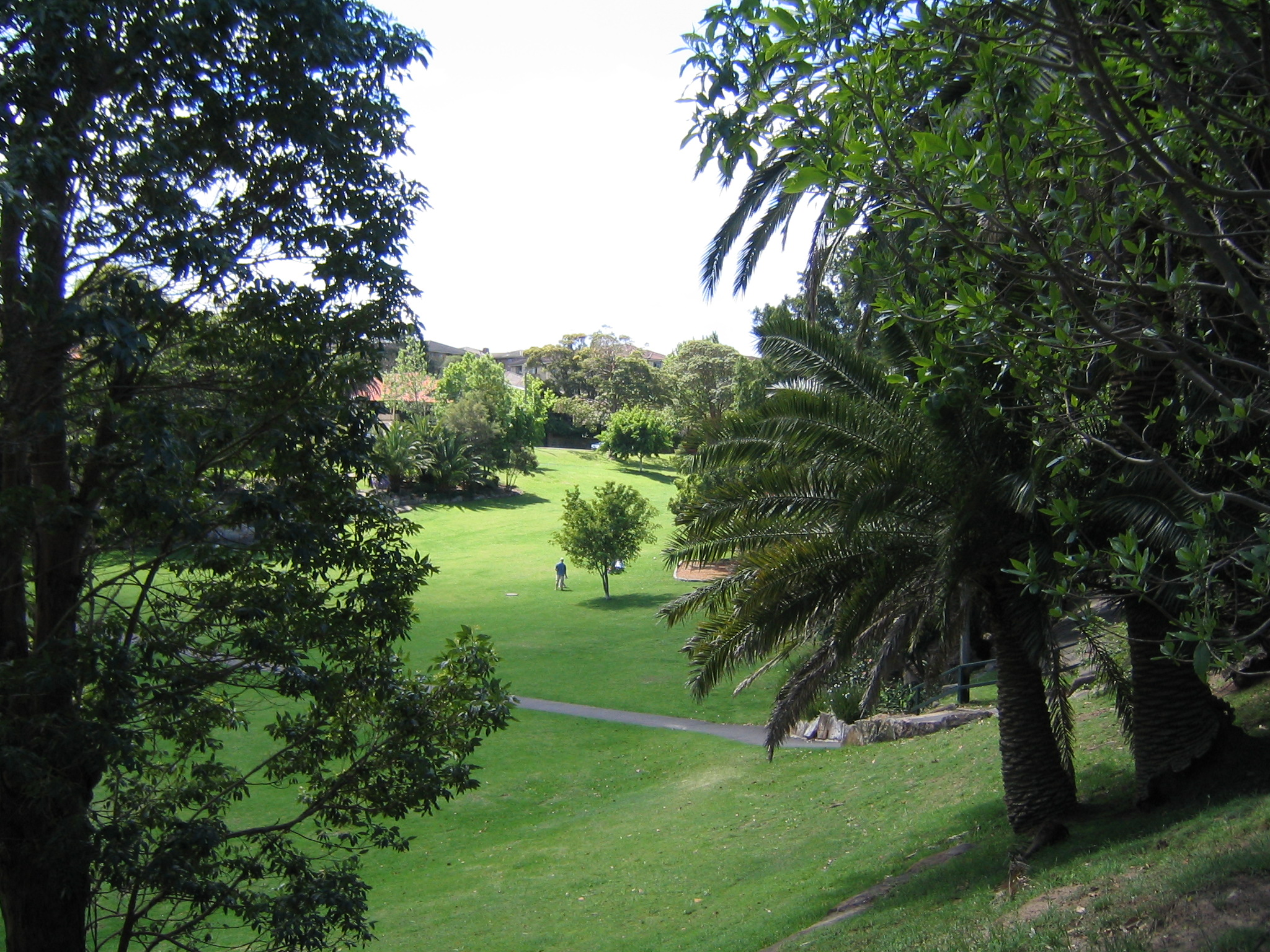
Brennan Park Wollstonecraft
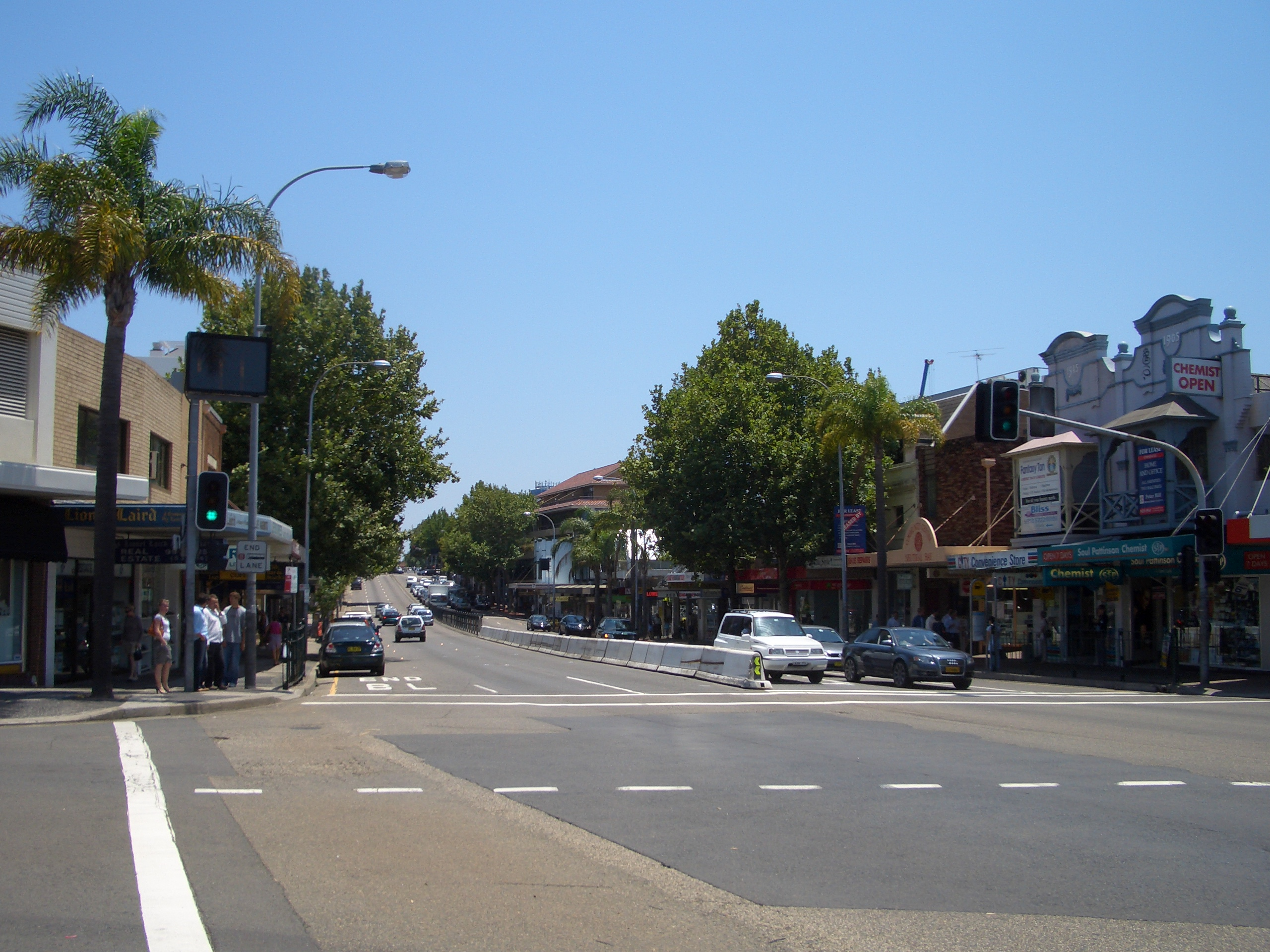
Military Road, Neutral Bay
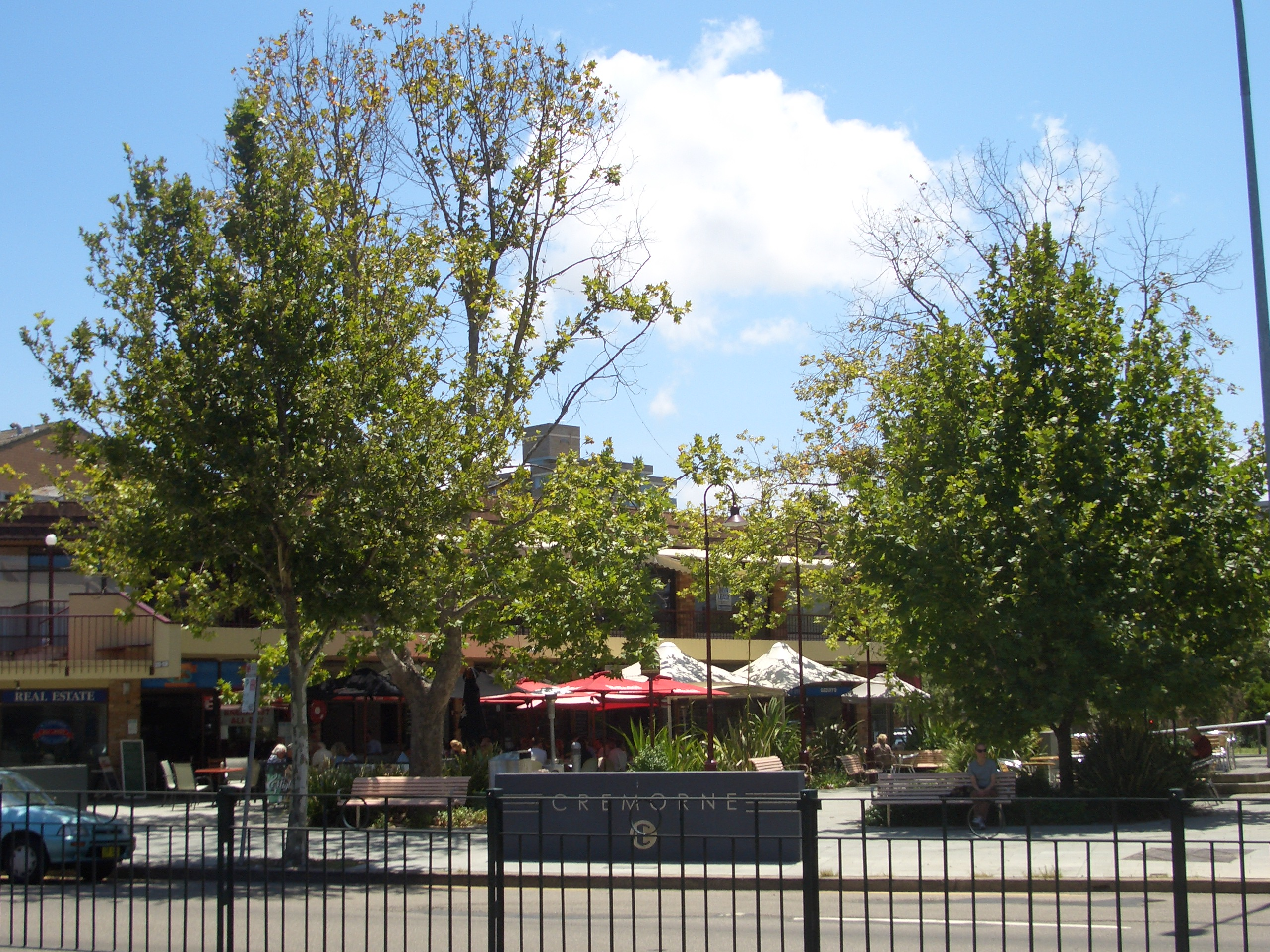
Open-air-Cafes an der Military Road in Cremorne

## Verwaltung
Der North Sydney Council hat zehn Mitglieder, die von den Bewohnern der LGA gewählt werden. Je fünf Mitglieder kommen aus den zwei Wards Cammeraygal und St Leonards. Die beiden Wahlbezirke sind unabhängig von den Stadtteilen festgelegt. Aus dem Kreis der Councillor rekrutiert sich der Mayor (Bürgermeister) und Vorsitzende des Councils.
2017 war North Sydney noch in drei Wards aufgeteilt gewesen (Tunks, Victoria und Wollstonecraft), von denen jeder drei Councillor stellte. Der Mayor wurde zusätzlich von allen Bewohnern gewählt. Davor gab es mit dem Cremorne Ward einen weiteren Wahlbezirk und es wurden in vier Wards zwölf Councillor und zusätzlich übergreifend der Mayor gewählt.